# Sabina Cvilak
Sabina Cvilak (ur. 1977 w Mariborze) – słoweńska śpiewaczka operowa, sopran liryczny.

## Życiorys
Urodziła się w 1977 w Mariborze. Studia wokalne w Grazu ukończyła z wyróżnieniem. Podczas studiów występowała gościnnie w teatrze w Leoben, w tym okresie została wyróżniona także kilkoma nagrodami. Po studiach zadebiutowała w Wiedniu w operze Macbeth Blocha, po czym śpiewała partię Marii w oratorium Łazarz Schuberta na festiwalu MDR Musiksommer (2003). Tego samego roku zadebiutowała na scenie Hamburg Staatsoper w roli Liu w operze Turandot Pucciniego. Tę rolę powtórzyła później w produkcji Fińskiej Opery Narodowej. W sezonie 2004/2005 zyskała stypendium Herberta von Karajana i dołączyła do zespołu Opery Wiedeńskiej, występując m.in. w Czarodziejskim flecie, Napoju miłosnym i Rigoletto, oraz biorąc udział w tournée zespołu po Japonii. W następnych latach wystąpiła m.in. w Belgii i Słowenii, wzięła udział w Wiener Festwoche i Festival d’Aix en Provence, a także towarzyszyła koncertom drezdeńskiej, słoweńskiej, belgradzkiej, zagrzebskiej, litewskiej i bratysławskiej filharmonii.
W sezonie 2007/2008, na zaproszenie Plácido Domingo, które otrzymała wraz z włoską sopranistką Adrianą Damato, zadebiutowała w Stanach Zjednoczonych rolą Mimi w Cyganerii wystawionej przez Washington National Opera. Po pozytywnym przyjęciu powróciła do Washington National Opera w kolejnym sezonie, występując w rolach Liu (Turandot) i Micaëli (Carmen). W następnych latach wystąpiła na scenach oper m.in. w Kolonii, Palma de Mallorca i Helsinkach. Towarzyszyła także Andrei Bocellemu w jego trasie koncertowej w Azji i Wielkiej Brytanii. Regularnie występuje w gościnnych rolach w Malmö Opere.